# رؤیاهای لرزان
درقلب شما هستیم (به تامیلی: Minsara Kanavu) فیلمی است محصول سال ۱۹۹۷ و به کارگردانی راجیو منون است. در این فیلم بازیگرانی همچون پرابو دوا، کاجول، آرویند سوامی، نثار، گیریش کارناد، پراکاش راج ایفای نقش کرده‌اند.